# Zdzisław Kwapisz
Zdzisław Kwapisz (ur. 7 sierpnia 1930) – polski koszykarz i trener koszykówki. 
Jako koszykarz Kwapisz bronił barw Cracovii, Legii Warszawa, ŁKS-u Łódź. Po zakończeniu kariery zawodniczej zajął się trenowaniem. Ponadto, prowadził m.in. Społem Łódź, a także był wieloletnim członkiem ŁOZKosz. W latach 1984–1989 był prezesem Łódzkiego Klubu Sportowego. 
Był reprezentantem Polski, w kadrze w latach 1951–1954 rozegrał 22 spotkania.